# Kradibia corneri
Kradibia corneri är en stekelart som beskrevs av Wiebes 1993. Kradibia corneri ingår i släktet Kradibia och familjen fikonsteklar. Inga underarter finns listade i Catalogue of Life.